# Хаддад, Амир
Амир Хаддад (фр. Amir Haddad, ивр. עמיר חדד‎; род. 20 июня 1984, Сарсель, Франция), наиболее известен под псевдонимом Амир — французско-израильский певец и автор песен. Принимал участие в 2006 году в израильском музыкальном конкурсе Кохав Нолад, выпустил свой альбом Vayehi в 2011 году и был финалистом в конкурсе французской версии шоу «Голос» (The Voice: la plus belle voix) как часть команды Дженифер, заняв третье место в конкурсе. В 2016 году представил Францию на конкурсе Евровидение-2016 с песней «J’ai cherché».

## Биография
Хаддад родился во Франции, эмигрировал в Израиль в 1992 году в возрасте 8 лет в рамках репатриации в Израиль и проживал в Герцлии, к северу от Тель-Авивского округа. Начал петь ещё в детстве, в синагоге и в различных общественных мероприятиях.

## The Voice: la plus belle voix
В 2014 году, он принял участие в 3 сезоне французского шоу The Voice: la plus belle voix , эфир которого шёл на канале ТF1 с 11 января 2014 года по 10 мая 2014 года. На слепых прослушиваниях, Хаддад спел песню Элтона Джона «Candle in the Wind» . Все четыре тренера, Гару, Мика, Дженифер и Флоран Пань повернулись к певцу. Хаддад выбрал команду Дженифер.

### Путь Амира в The Voice: la plus belle voix[3]
| Этап конкурса                   | Исполненная композиция                                              | Оригинальный исполнитель            | Результат                                                                       |
| ------------------------------- | ------------------------------------------------------------------- | ----------------------------------- | ------------------------------------------------------------------------------- |
| Слепые прослушивания (эпизод 2) | «Candle in the Wind»                                                | Элтон Джон                          | Амир попал в команду Дженифер                                                   |
| Поединки (эпизод 9)             | «Radioactive» (vs Франсуа Лашанс)                                   | Imagine Dragons                     | Спасен наставницей                                                              |
| Нокауты                         | «Né en 17сà Leidenstadt»                                            | Фредерикс Голдман Джонс             | Спасен наставницей                                                              |
| Первый прямой эфир (серия 13)   | «Counting Stars»                                                    | OneRepublic                         | Спасен (Выбор телезрителей)                                                     |
| Третий прямой эфир (эпизод 13)  | «Люси»                                                              | Паскаль Обиспо                      | Спасен (Выбор телезрителей)                                                     |
| Четвертьфинал (эпизод 16)       | «Just the Way You Are»                                              | Бруно Марс                          | Спасен (Выбор телезрителей)                                                     |
| Полуфинал (эпизод 17)           | «Comme un fils»                                                     | Corneille                           | Вышел в финал                                                                   |
| Финал (эпизод 18)               | «All of Me»                                                         | Джон Ледженд                        | Занял третье место (18 %). Победителем сезона стал Кенджи Жирак с 51 % голосов. |
| Финал (эпизод 18)               | «La voix des sages»                                                 | Янник Ноа (дуэт с оригинальной Ноа) | Занял третье место (18 %). Победителем сезона стал Кенджи Жирак с 51 % голосов. |
| Финал (эпизод 18)               | «Si seulement je pouvais lui manquer» (дуэт с наставницей Дженифер) | Калоджеро                           | Занял третье место (18 %). Победителем сезона стал Кенджи Жирак с 51 % голосов. |

## После The Voice: la plus belle voix
После Голоса Амир гастролировал по Франции с другими финалистами данного проекта. Он также появился в альбоме-компиляции Forever Gentleman 2, на концерте благотворительной ассоциации Leurs voix pour l’espoir в Олимпии, в журнале Public для календаря, а также во многих других мероприятиях.
В 2015 году выпустил хит-сингл «Oasis» под псевдонимом Амир.

## Евровидение 2016
В 2016 году Амир был выбран каналом France 2 в качестве представителя от Франции на конкурс Евровидения 2016 в Стокгольме. Песня Амира была выбрана внутренним комитетом France 2, который возглавили режиссёр анимации Натали Андре и назначенный глава делегации от Франции на конкурс «Евровидение» Эдоардо Грасси, получив 280 материалов.
Амир был выбран представителем Франции на конкурсе, хотя и имеет израильское гражданство.
Песня называется «J’ai cherché», соавтором которой выступил сам Амир, а также Назим Халед и Йохан Эррами. Текст песни содержит смесь французского и английского языков. France 2 первоначально планировал раскрыть запись песни 12 марта 2016 года, однако, сведения о том, что Амир будет представлять Францию на Евровидении 2016 просочилась уже 25 февраля 2016 года в ток-шоу Touche pas à mon poste!. «J’ai cherché» была отредактирована Skydancers и Назимом Халедом. Запись песни была официально представлена публике 12 марта 2016 года на канале France 2 в программе The DiCaire Show'.

## Личная жизнь
Женат . Его избранница Литал, родом из Израиля.

## Дискография

### Альбомы
| Название и детали                                     | Примечания |
| «Vayehi» - Тип: Альбом на иврите - Дата выпуска: 2011 |            |
| ----------------------------------------------------- | ---------- |

### Синглы
| Год  | Один           | Пиковые позиции | Альбом |
| Год  | Один           | ФР              | Альбом |
| ---- | -------------- | --------------- | ------ |
| 2014 | «All of Me»    | 122             |        |
| 2015 | «Оазис»        | 96              |        |
| 2016 | «J’ai cherché» | —               |        |